# Marika Kuźmicz
Marika Natalia Kuźmicz (ur. 20 sierpnia 1982 w Warszawie) – polska historyczka sztuki, założycielka i prezeska Fundacji Arton, odkrywczyni i opiekunka archiwów polskich artystek i artystów, dziekana Wydziału Zarządzania Kulturą Wizualną Akademii Sztuk Pięknych w Warszawie.

## Życiorys
Absolwentka Instytutu Historii Sztuki na Uniwersytecie Warszawskim (2008). W 2010 założyła Fundację Arton, która koncentruje się na sztuce polskiej lat 70. Działalność fundacji polega na organizacji prywatnych archiwów oraz przygotowywaniu wystaw, publikacji oraz materiałów wideo popularyzujących wiedzę o twórczości i życiu artystek i artystów. W 2014 otrzymała tytuł doktora w Instytucie Sztuki Polskiej Akademii Nauk na podstawie pracy Fotograf Jan Mieczkowski. Studium życia i twórczości (promotorka – Wanda Mossakowska). W 2017 zainicjowała powstanie Fundacji im. Edwarda Hartwiga, gdzie pełni funkcję prezeski. W 2020 otrzymała stypendium Ministra Kultury i Dziedzictwa Narodowego z zakresu upowszechniania kultury.
Kuratorka wystaw, autorka i redaktorka publikacji, producentka i konsultantka filmów o sztuce, organizatorka pokazów filmowych poświęconych polskiej awangardzie (m.in. Arton Review 2017, Whitechapel Gallery, Londyn i pokaz Avant-Garde Films by Polish Women Artists of the 1970s w Anthology Film Archive, Nowy Jork 2021).
Główna koordynatorka i pomysłodawczyni międzynarodowego projektu Forgotten Heritage: European Avant-Garde Art Online, zrealizowanego przez Fundację Arton w ramach programu Kreatywna Europa z instytucjami partnerskimi z Belgii, Chorwacji i Estonii (którego rezultatem jest baza artystek i artystów) oraz kolejnej edycji projektu Not Yet Written Stories: Women Artists’ Archives On-Line. Wiceredaktorka rocznika naukowego “Miejsce. Studia nad Sztuką i Architekturą Polską XX i XXI wieku”. Członkini ArtTable – amerykańskiej organizacji zajmującej się promowaniem kobiet w sztukach wizualnych.
Wykładowczyni Akademii Sztuk Pięknych w Warszawie i Collegium Civitas. Była zatrudniona również w Uniwersytecie Warszawskim.
Autorka tekstów o artystkach (o Alicji i Bożenie Wahl, o Jolancie Marcolli, o Barbarze Kozłowskiej, o Jadwidze Singer) dla Wysokich Obcasów.
Początkowo zajmowała się głównie archiwami artystów, potem przyszło zainteresowanie artystkami.
Od 2021 sprawuje funkcję dziekany na Wydziale Zarządzania Kulturą Wizualną Akademii Sztuk Pięknych w Warszawie.

## Wybrane publikacje
- Jan Dobkowski, Fundacja Arton 2021, 296 stron[25][26]
- Barbara Kozłowska, Fundacja Arton i Muzeum Współczesne Wrocław 2020, ISBN 978-83-633504-2-0, 238 stron[27]
- Ludmiła Popiel i Jerzy Fedorowicz (monografia), Fundacja Arton 2019, ISBN 978-83-956488-0-9, 286 stron (wspólnie z Łukaszem Mojsakiem)[28][29]
- Zdarzenia. Zdzisław Jurkiewicz, Fundacja Arton i wrocławski Ośrodek Kultury i Sztuki 2019, wspólnie z Agnieszką Chodysz-Foryś[30][31]
- Edward Hartwig. Fotografiki, Fundacja Edwarda Hartwiga 2019, ISBN 978-83-956482-0-5, 352 strony[32]
- Revisiting Heritage, Fundacja Arton i Akademia Sztuk Pięknych w Warszawie 2019, ISBN 978-83-938029-6-8, ISBN 978-83-66098-32-9, 171 stron[33][34]
- Warsztat Formy Filmowej (monografia), Fundacja Arton 2017, wspólnie z Łukaszem Rondudą[35]

## Wybrane wystawy
- Siostry: Alicja i Bożena Wahl, Fundacja Arton, 2021[36]
- Zdzisław Jurkiewicz. Zdarzenia, Muzeum Współczesne Wrocław, 2021[37]
- Za stołem świata. Zdzisław Jurkiewicz, Fundacja Arton, 2020[38]
- Linia. Barbara Kozłowska, Fundacja Arton, 2020[39][40]
- Barbara Kozłowska. Wszystko to możesz zobaczyć gdziekolwiek, Muzeum Współczesne Wrocław, 2020[41]
- IN. Ludmiła Popiel i Jerzy Fedorowicz, Centrum Sztuki Galeria EL, 2019 (współkurator Łukasz Mojsak)[42][43]
- Her Own Way. Female Artists and the Moving Image in Art in Poland: From 1970s to the Present, Museum of Photography, Tokyo, 2019 (współautorka Keiko Okamura)[44][45]
- Formy Nikłe Ludmiły Popiel i Jerzego Fedorowicza, Fundacja Arton, 2018[46][47]